# Mesobryobia delospermae
Mesobryobia delospermae är en spindeldjursart som beskrevs av Meyer 1974. Mesobryobia delospermae ingår i släktet Mesobryobia och familjen Tetranychidae. Inga underarter finns listade i Catalogue of Life.